# Raon-sur-Plaine
Raon-sur-Plaine är en kommun i departementet Vosges i regionen Grand Est (tidigare regionen Lorraine) i nordöstra Frankrike. Kommunen ligger i kantonen Raon-l'Étape som tillhör arrondissementet Saint-Dié-des-Vosges. År 2022 hade Raon-sur-Plaine 139 invånare.

## Befolkningsutveckling
Antalet invånare i kommunen Raon-sur-Plaine
| Referens: INSEE |